# Metro de Barcelona
El Metro de Barcelona es una red de ferrocarril metropolitano operada por TMB y FGC, y que sirve a la ciudad española de Barcelona y a los municipios de su área metropolitana: Badalona, Cornellá de Llobregat, Hospitalet de Llobregat, Esplugas de Llobregat, Moncada y Reixach, El Prat de Llobregat, San Adrián de Besós, San Baudilio de Llobregat y Santa Coloma de Gramanet.
En la actualidad, la red consta de 12 líneas con una longitud de 170 kilómetros y 189 estaciones (sumando TMB, FGC y funicular de Montjuïc).
Las tarifas están integradas en el sistema unificado de seis zonas creado por la Autoridad del Transporte Metropolitano de Barcelona, que admite la intermodalidad sin necesidad de billetes diferentes, con los autobuses urbanos, interurbanos, tranvía, el funicular de Montjuïc, el Funicular de Vallvidrera, las líneas suburbanas de FGC y los trenes de Rodalies de Catalunya.

## Historia
El metro de Barcelona tiene sus orígenes en la creación del Ferrocarril de Barcelona a Sarriá (actualmente la línea Barcelona-Vallès) en 1863, soterrado posteriormente en 1929. También forman parte de lo que hoy es la red de metro los proyectos del Ferrocarril metropolitano Norte-Sur y el Ferrocarril Subterráneo SO-NE que fueron los embriones de lo que después se convirtió en el Gran Metropolitano de Barcelona y el Metro Transversal, inaugurados los años 1924 y 1926 respectivamente.

### Antecedentes

Trazado del Ferrocarril Metropolitano Norte-Sur de Barcelona.

Durante el siglo XIX, la población de Barcelona se quintuplicó a causa de la industrialización de la ciudad, llegando a los 544 137 habitantes en 1900. En 1863 se inauguró el Ferrocarril de Barcelona en Sarriá (actualmente línea Barcelona-Vallés de FGC) y en 1872 la primera línea de tranvías con tracción animal, desde el Pla de la Boqueria en la Villa de Gracia. 
En 1900, el tráfico rodado había aumentado considerablemente y las principales vías iban colapsando. Pablo Muller y Gonçal Zaragoza solicitaron en 1907 la concesión de un ferrocarril subterráneo en Barcelona, llamado Ferrocarril metropolitano Norte-Sur de Barcelona, para unir el parque de la Ciudadela con el paseo de la Bonanova, pasando subterráneamente a través del paseo de Colón, la Rambla, plaza de Cataluña, paseo de Gracia, calle Grande de Gracia, plaza de Lesseps, la montaña del Putxet y el paseo de Sant Gervasi. A pesar del interés, tanto para técnicos y autoridades municipales, los autores del proyecto no encontraron la financiación necesaria para llevarlo a cabo y transfirieron todos los derechos de la concesión al Banco de Vizcaya.
También surgió la necesidad de unir las diferentes estaciones terminales de ferrocarril que había a principios del siglo XX en la ciudad, creándose como consecuencia el proyecto denominado «Ferrocarril Subterráneo SO-NE de Barcelona, Sans-San Martín, Enlaces y Estaciones Centrales». Su trazado se iniciaba en La Bordeta, km 99.53 de la línea de Barcelona-Tarragona, y transcurría bajo la calle Sants hasta la plaza de España, donde enlazaría con el NEE, y luego por la Gran Vía de las Cortes Catalanas hasta la plaza de la Universidad donde se bifurcaría, un ramal por la ronda de la Universidad y otro por calle Pelayo (enlazando con el Ferrocarril de Sarriá) y Fontanella, volviendo a conectar con la Plaza de Urquinaona. Después circularía por la ronda de San Pere, la avenida de Vilanova, la Estación del Norte y posteriormente en superficie por el arroyo de Bogatell hasta su estación de mercancías, finalizando el recorrido en la estación de Pueblo Nuevo de MZA (línea de Mataró). En 1914 el proyecto quedó paralizado debido al estallido de la Primera Guerra Mundial y no fue hasta después de su finalización que un grupo de empresarios catalanes y vascos decidió retomarlo.

### Planteamiento del proyecto

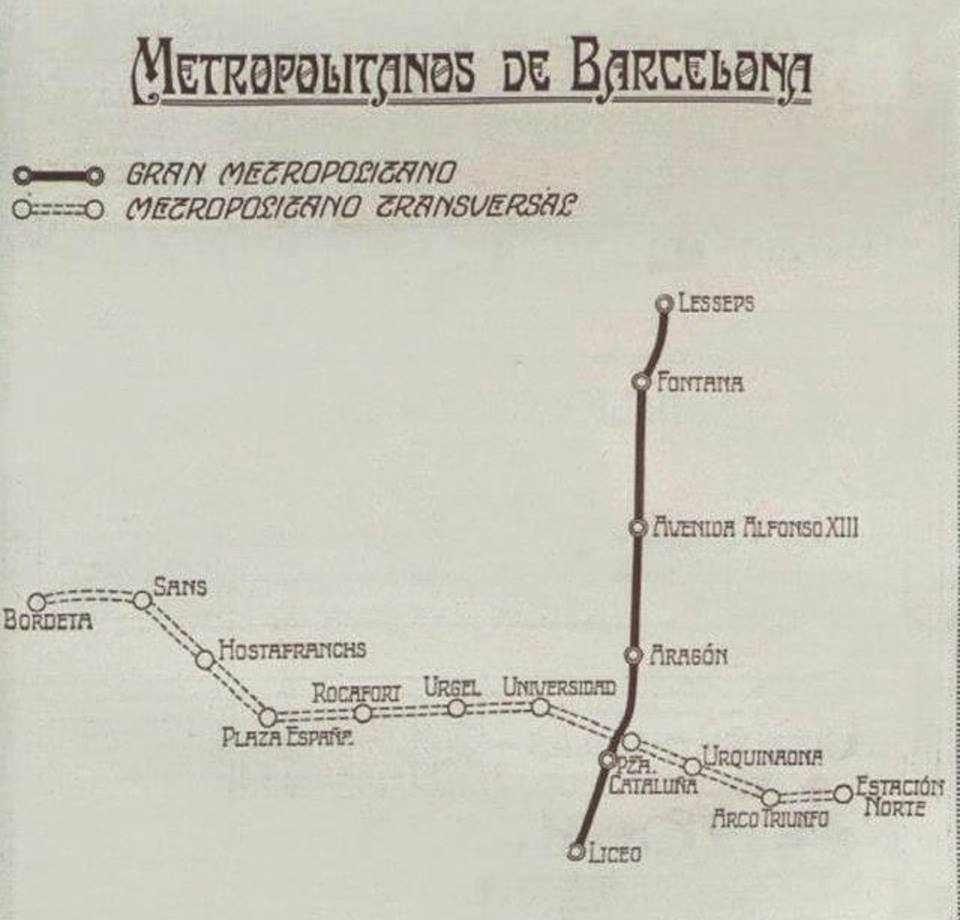
Plano de los ferrocarriles metropolitanos de Barcelona de 1925.

Ya a principios del siglo XX se empezó a estudiar la idea de construir líneas de ferrocarril urbanas en la ciudad de Barcelona. A finales de 1920 se fundó la sociedad Ferrocarril Metropolitano de Barcelona S.A. (FMB), conocida como «El Transversal», que tuvo por objetivo empezar el proyecto para instalar un ferrocarril metropolitano eléctrico y transversal en Barcelona, entre las líneas de Barcelona a Tarragona y Barcelona a Francia, donde la actual estación de Plaza España sería su punto de partida.
El proyecto fue aprobado por el Consejo de Obras Públicas en 1922. Una vez atendidas las fuertes necesidades de financiación requeridas, se decidió aumentar el capital social de la empresa mediante la emisión de 19 600 acciones, parte de las cuales fueron adquiridas por el Ayuntamiento de Barcelona, ya que por las características urbanas del ferrocarril, el consistorio pensó que podría desempeñar un papel importante en el desarrollo de la ciudad.
Durante el mismo año, el Banco de Vizcaya decidió retomar el proyecto de crear una gran línea de suburbano, motivado por el aumento progresivo del tráfico en la red de tranvías, la inauguración del Metro de Madrid y el interés ciudadano que generó la construcción del Metro Transversal. Por Real Orden del 12 de febrero de 1921 se otorgaba al banco la concesión del ferrocarril eléctrico soterrado por un periodo de 99 años. Con el fin de obtener financiación para el proyecto, el Banco de Vizcaya se unió a otras empresas locales — Tranvías de Barcelona S.A., Ferrocarriles de Catalunya S.A., Banco Hispano Colonial y Arnús Garí S.A., constituyendo el 26 de marzo de 1921 la compañía Gran Metropolitano de Barcelona S.A (GMB).
Dicha compañía empezó la construcción de la línea Lesseps-Liceo (actual línea 3), proyectada por el ingeniero industrial Santiago Rubió i Tudurí, con el objetivo de unir con una línea subterránea de tren el distrito de Gràcia y la Plaza de Colón.

### Gran Metropolitano

Recorrido del Gran Metropolitano de Barcelona en 1946. Se resalta en verde el tramo perteneciente a la actual L3 y en amarillo el de la L4.

Al poco tiempo de iniciarse las obras por parte del Gran Metropolitano en julio de 1921, la compañía presentó un proyecto de modificación del trazado. Por un extremo se llevaba la estación terminal a la Plaza de Lesseps, en lugar del Paseo de Sant Gervasi, ya que en los últimos años se habían construido diversas líneas de tranvía en la zona y GMB había solicitado la concesión de una de ellas. En el otro extremo, se modificaba el proyecto inicial para crear una nueva línea que se iniciase en el Paseo de Gracia hasta el Portal del Mar, ya que lo construcción de los túneles en el Paseo de Colón se preveía complicada debido a que el subsuelo de dicha zona estaba formado por bloques de piedra y se podían producir filtraciones de agua. El trazado de la nueva línea se preveía por la Ronda de Sant Pere y la Vía Layetana. En esta última se aprovecharían los túneles ya existentes que había construido el ayuntamiento en 1908 durante el plan de reforma de la ciudad.
La inauguración del primer ferrocarril metropolitano de la ciudad tuvo lugar el 30 de diciembre de 1924 en un acto presidido por el infante Fernando de Baviera, en representación del rey Alfonso XIII. Quedó abierto al público el tramo entre la Estación de Plaza de Cataluña y Estación de Lesseps de la llamada «Línea I». Tenía un recorrido de 2,741 km y cuatro estaciones: Lesseps, Diagonal, Aragón y Cataluña.
El 31 de mayo de 1925 se inauguró la estación de Fontana del Gran Metro, situada entre las estaciones de Lesseps y Diagonal, las cuales están separadas a 1,362 km de distancia. El 5 de julio de 1925 se amplió en 878 m el Gran Metro, desde Cataluña hasta Liceo, sumando un total de 3,348 km en servicio y 6 estaciones.
El 19 de diciembre de 1926 se amplió en tres estaciones el Gran Metropolitano con la denominada «Línea II», con un ramal que discurría desde la estación de Aragón hasta la de estación de Correos. Con esta última ampliación, la red de metro estaba formada por dos líneas, 18 estaciones y una longitud de más de 8 km. Esta línea se creó con un importante retraso con respecto a lo planificado, debido a la abundancia de aguas subterráneas que se encontraron durante su construcción y a las complicaciones que hubo al desarrollar la estación de Jaume I, ya que el Ayuntamiento no permitió a la constructora parar el tráfico en Vía Layetana.
La ampliación de la Línea II hasta Correos se puso en marcha el 20 de febrero de 1934, mientras que la de la Línea I desde Liceu hasta Fernando llegó en el año 1946.

### Metro Transversal

Esquema cronológico de la actual Línea 1.

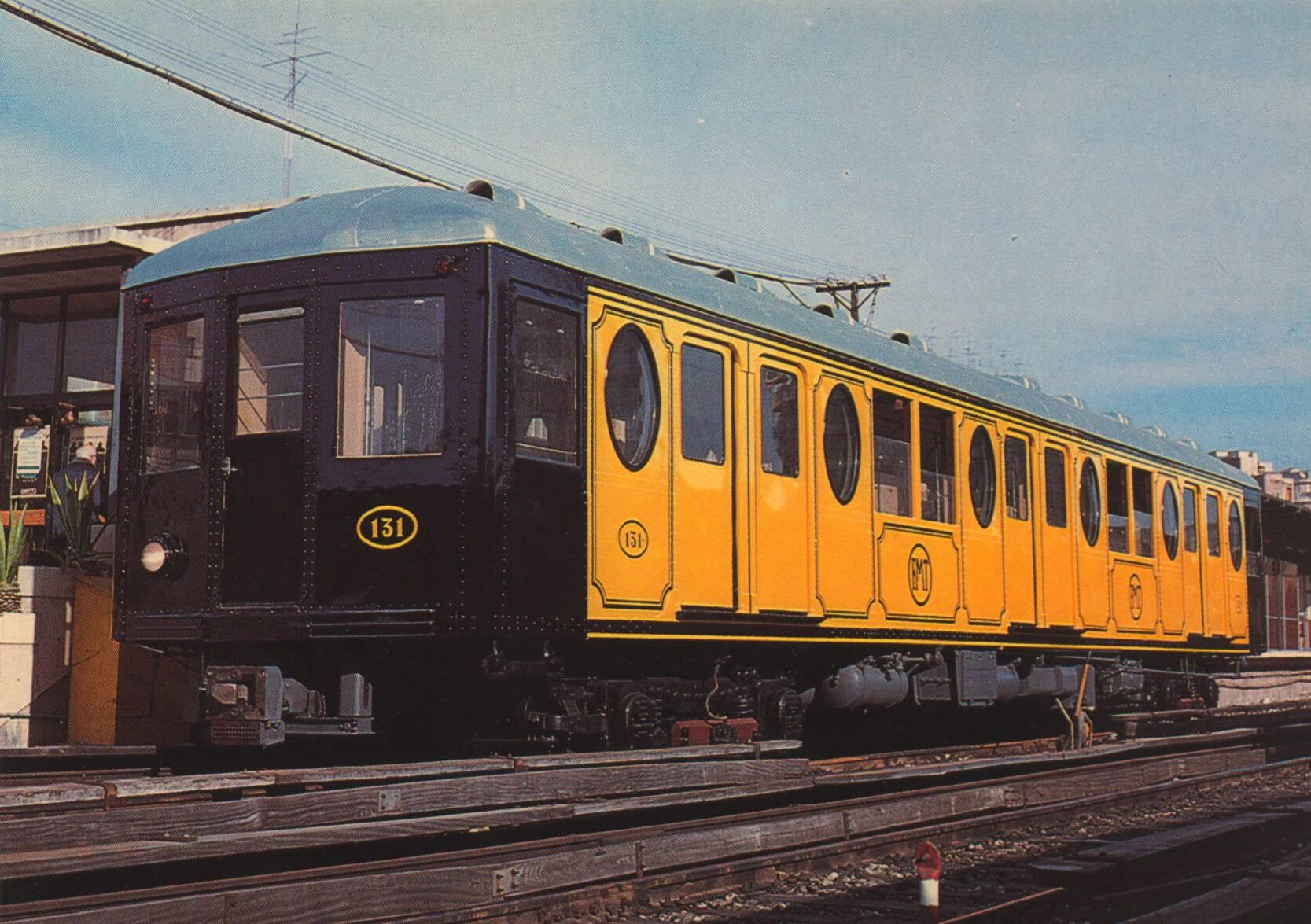
Tren histórico de la serie 100, que perteneció a El Transversal.

El 7 de marzo de 1922, Por Real Decreto, el Ayuntamiento de Barcelona aprobó la ordenanza que permitió a FMB S.A ejecutar el proyecto de construcción del proyecto definido como «ferrocarril subterráneo de tracción eléctrica y transversal» entre la Plaza de Cataluña y Bordeta, entre las líneas de Barcelona a Tarragona y de Barcelona a Francia. El 8 de junio del mismo año, el rey Alfonso XIII presidió en la Plaza de España el acto de inauguración de las obras de la línea.
El desarrollo de los trabajos de construcción, que no comenzaron formalmente hasta el 5 de febrero de 1923, fue complicado y no estuvo exento de complicaciones, debido a que el trazado discurría por calles muy congestionadas y con una densidad de tráfico muy elevada.
El 10 de junio de 1926 se inauguró el tramo entre las estaciones de Bordeta y Cataluña, ya denominada Metro Transversal con el fin de diferenciarla del Gran Metropolitano. Tenía 4,063 km y nueve estaciones: Bordeta, Mercat Nou, Plaza de Sants, Hostafrancs, España, Rocafort, Urgell, Universidad y Cataluña. La de España en aquel momento fue la estación con la bóveda más grande del mundo (27 metros). Paralelamente, en 1929 se soterró el Tren de Sarriá, inaugurado en 1863, por donde circula actualmente la L6.
El 1 de julio de 1932 se reformó la estación de Cataluña y se amplió «El Transversal», desde esta estación hasta Triunfo Norte y, por el otro extremo de la línea, se amplió desde Bordeta hasta Bordeta Cocheras (Actualmente Santa Eulàlia).
Un año más tarde, el 1 de abril de 1933, se amplió El Transversal desde Triunfo Norte hasta Marina, que fue construida por la Compañía de los Caminos de Hierro del Norte de España gracias al crédito que la Compañía Transversal obtuvo del Ayuntamiento de Barcelona. A partir de aquí el Metro Transversal se separa de las líneas de dicha compañía para llegar en menos tiempo a la Plaza de las Glorias Catalanas y conectar después en La Sagrera con las líneas de la Compañía de los Ferrocarriles de Madrid a Zaragoza y Alicante (MZA).
En mayo de 1953 se ampliaba la línea hasta la estación de Navas.
En enero y mayo de 1954 se completaba la prolongación del Metro Transversal a las estaciones de la Sagrera y Fabra i Puig, donde enlazaba con la estación de Sant Andreu Arenal de RENFE.

### Guerra Civil y posguerra
En la etapa comprendida entre 1935 y 1950 el crecimiento del ferrocarril metropolitano se paraliza a causa del estallido de la guerra civil española y la posguerra. Durante este periodo, los túneles de las ampliaciones en la red del metro se vieron afectadas, ya que, durante esta etapa, los túneles fueron usados como refugios antiaéreos por la población civil o como depósitos de material bélico.
En 1941, la dictadura de Francisco Franco aprobó la ley de «Bases de Ordenación Ferroviaria y de los Transportes por Carretera» que hacía efectiva el 1 de febrero la nacionalización y agrupación de todas las líneas ferroviarias de ancho ibérico, afectando por tanto a la línea 1 del metro de Barcelona por ser de este ancho. La L1 dependió de Red Nacional de los Ferrocarriles Españoles (RENFE) hasta el 24 de septiembre de 1943, cuando pasó de nuevo a manos de FMB a raíz de los recursos que había presentado la compañía del metropolitano a la expropiación.
Tras la posguerra resurgen los planes de expansión del metro con la inauguración de nuevas líneas y ampliaciones de las existentes en el norte de la ciudad. El 25 de octubre de 1948 se iniciaron las obras de prolongación del Metro Transversal, desde Marina hasta Clot, inaugurándose el 23 de junio de 1951. En 1953 se inauguró el ramal desde Gràcia hasta Av. Tibidabo, donde circula actualmente la línea 7. El 8 de mayo de 1953 se amplió de nuevo El Transversal en una estación, desde Clot hasta Navas de Tolosa, 8 meses después, el 27 de enero de 1954, se volvió a ampliar desde Navas de Tolosa hasta Sagrera y, el 15 de mayo de ese mismo año, desde Sagrera hasta Fabra y Puig. Con estas ampliaciones, El Transversal tenía hasta la fecha casi 10 km de longitud y 17 estaciones. El 21 de julio de 1959 se inauguró una nueva línea denominada línea II (actual línea 5) con más de 2 km de longitud y 5 estaciones. Su recorrido era desde la estación de Vilapicina hasta Sagrera, donde tenía enlace con El Transversal. También se aprovechó para reformar todas las estaciones con nuevos sistemas de iluminación y para instalar las primeras escaleras mecánicas en las estaciones de Aragón y Diagonal y nuevos sistemas de iluminación en todas las estaciones de la red.

### Municipalización

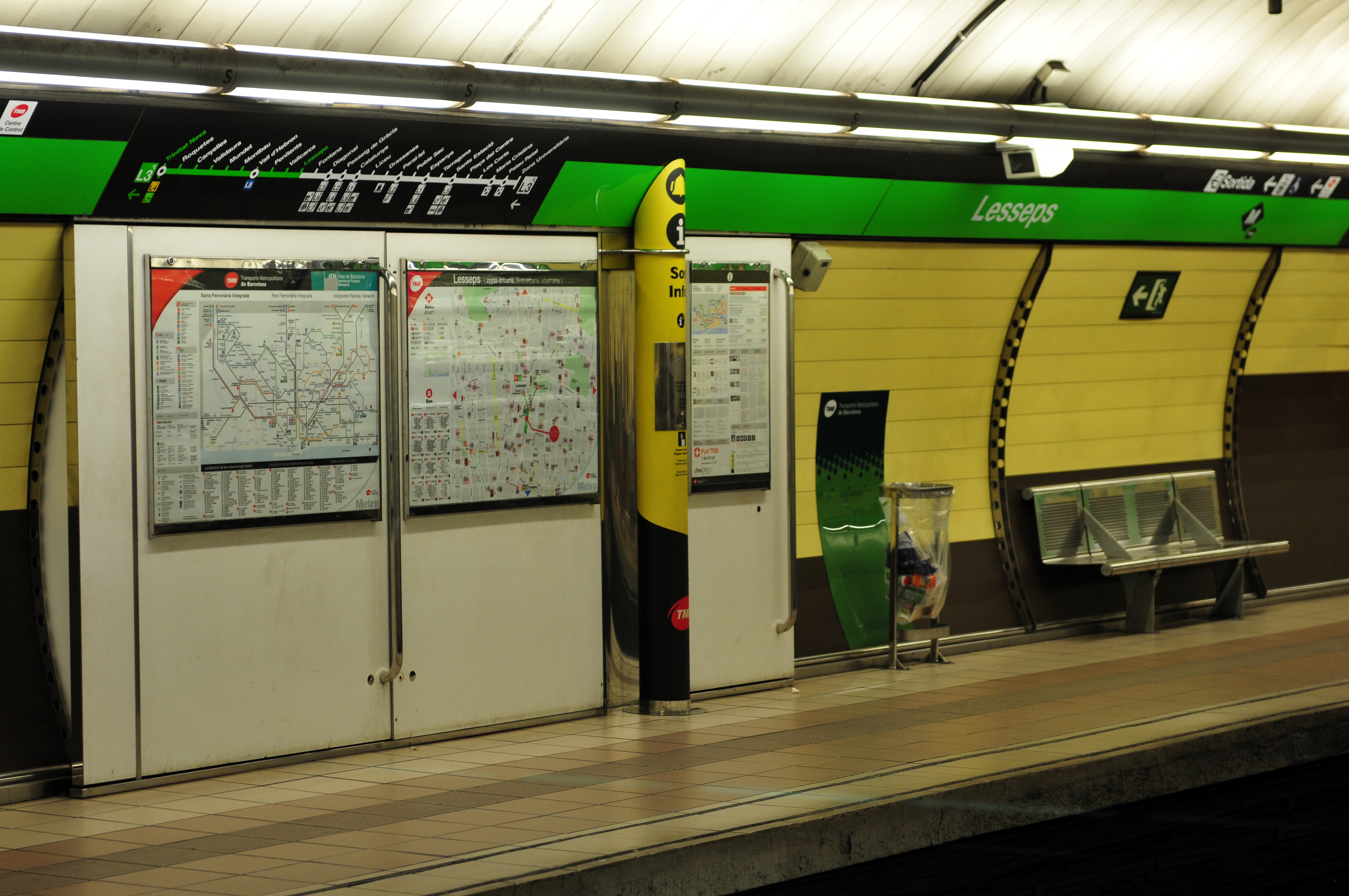
Andenes de la actual Línea 3 en la estación de Lesseps.

En octubre de 1952 el Pleno del Ayuntamiento de Barcelona aprobó un acuerdo donde se preveía la municipalización de todas las empresas de transporte público de la ciudad, afectando así a Ferrocarril Metropolitano de Barcelona, Gran Metropolitano de Barcelona y Tranvías de Barcelona. En 1955 los propietarios del Gran Metropolitano de Barcelona y Tranvías de Barcelona firmaron el acuerdo de la adquisición de las acciones por parte del Ayuntamiento.
En 1958 el Ayuntamiento terminó de comprar el Ferrocarril Metropolitano de Barcelona, en el que ya participaba desde su constitución, aunque desde 1928 ya controlaba buena parte de este. Tres años más tarde, las compañías que operaban la red del metro de Barcelona se fusionaron el 28 de junio de 1961, quedando la primera compañía absorbida por la segunda. El 5 de octubre de 1967 la línea II se amplió en 700 metros y 1 estación, de Vilapicina hasta Horta.
Una de las mejoras más importantes que trajo consigo la fusión fue la construcción de una galería de conexión de los andenes de la estación de Cataluña que hasta ese momento habían pertenecido a empresas diferentes. Tras la fusión, se cambiaron las denominaciones de las líneas: El Transversal pasó a ser la Línea I y línea II, mientras que las líneas I y II del Gran Metro (toda la Y) pasaron a denominarse Línea III.

### Expansión de la red entre 1968 y 1974

Proyecto del Transversal Alt (en lila) entre Sants y Horta, según el Plan de 1963.

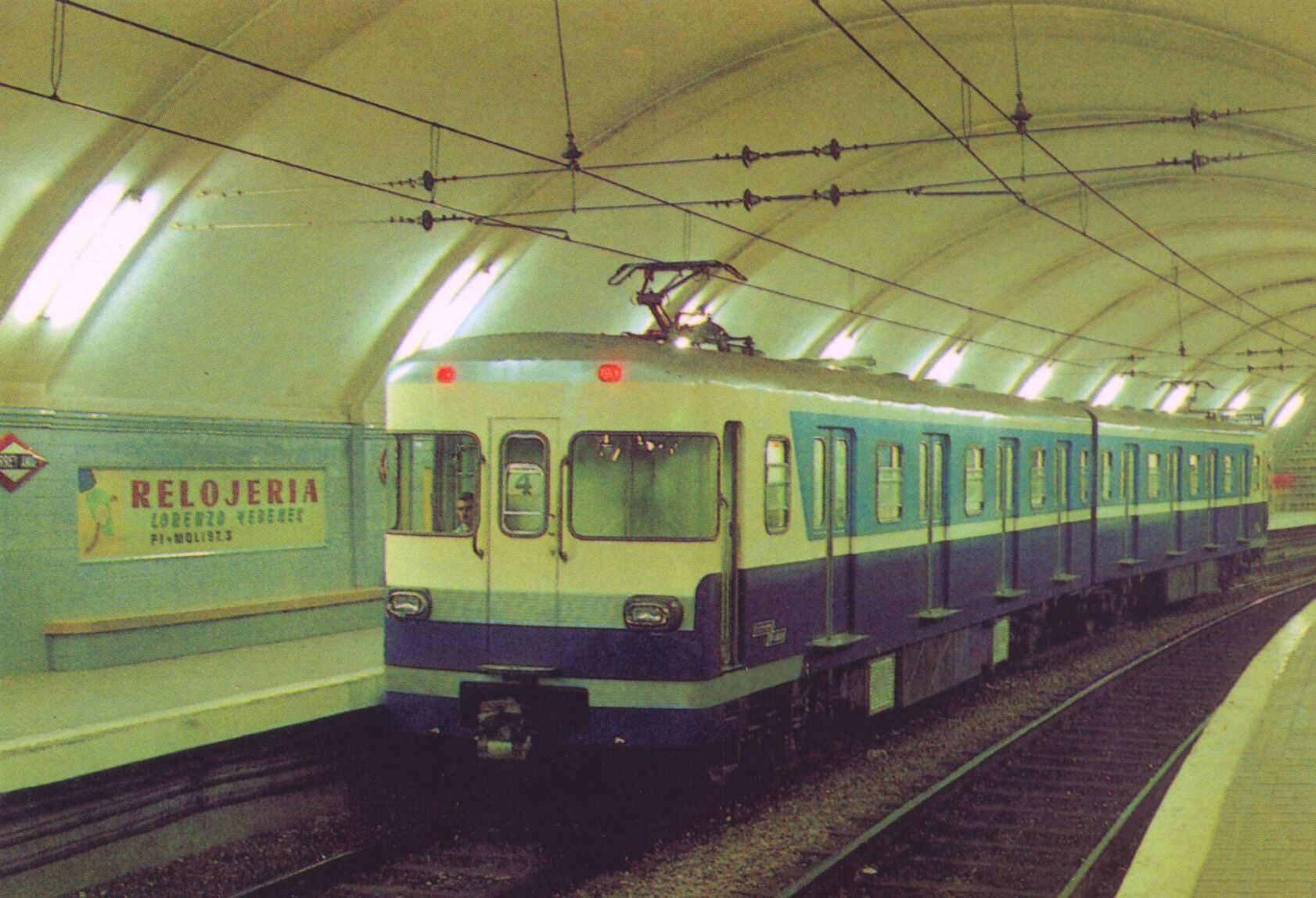
Estación de Virrei Amat en 1971.

Durante la etapa comprendida entre los años 1968 y 1974 el metro creció en dirección al Besós. Ya en el año 1968, el 1 de marzo quedó fuera de servicio la estación de Fernando (línea III), el 14 de marzo se amplió la línea I desde Fabra y Puig hasta Torras y Bages. El 14 de diciembre la línea III se amplió desde Liceo a Atarazanas, y dos años más tarde hasta la estación de Pueblo Seco (actual estación de Paral·lel).
En el año 1969 se inauguró el «Transversal Alto» (Actual línea 5), que daba servicio entre las estaciones de Sant Ramón (actual Collblanc) y Diagonal, que comprendía 7 estaciones. Un año más tarde se ponía en funcionamiento el tramo entre Verdaguer (en aquel entonces General Mola) y Camp de l'Arpa, llegando hasta la Sagrera. 
El 17 de junio de 1970 se amplió la línea III desde Atarazanas hasta Pueblo Seco. Bajo la denominación de línea 15, se inauguró el Teleférico de Montjuïc el 22 de junio de 1970 con 815 metros y 3 estaciones y, el 26 de junio de ese mismo año, se amplió la línea V desde Diagonal hasta Sagrera con 6 estaciones, con lo que las líneas II y V se fusionan bajo la denominación de línea V.
Para la entrada en servicio de la línea IV se necesitaron hacer cambios en la red de metro, por lo que quedaron fuera de servicio los tramos Correos-Jaime I y Jaime I-Aragón el 20 de marzo y 4 de abril de 1972, respectivamente. El 7 de junio de 1972 se traspasó a F.C. Metropolitano de Barcelona la gestión del Funicular de Montjuïc, bajo la denominación de línea 14. El 5 de febrero de 1973 se inauguró la línea IV con 6 estaciones, incluyendo las estaciones de Urquinaona y Jaime I que pertenecían a la línea III y dejando sin servicio a la de Correos, y también se amplió la línea V con una estación, desde San Ramón hasta Pubilla Casas.
En 1973 se amplió desde Collblanc a Pubilla Cases. Al mismo tiempo, se producía la absorción de la línea II, pasando a formar parte de la Línea V. El 16 de mayo de 1974 se amplió la línea IV desde Joanich hasta Guinardó.

### Expansión por el área metropolitana y fundación de TMB

Primer logotipo de Transportes Municipales de Barcelona de 1980.

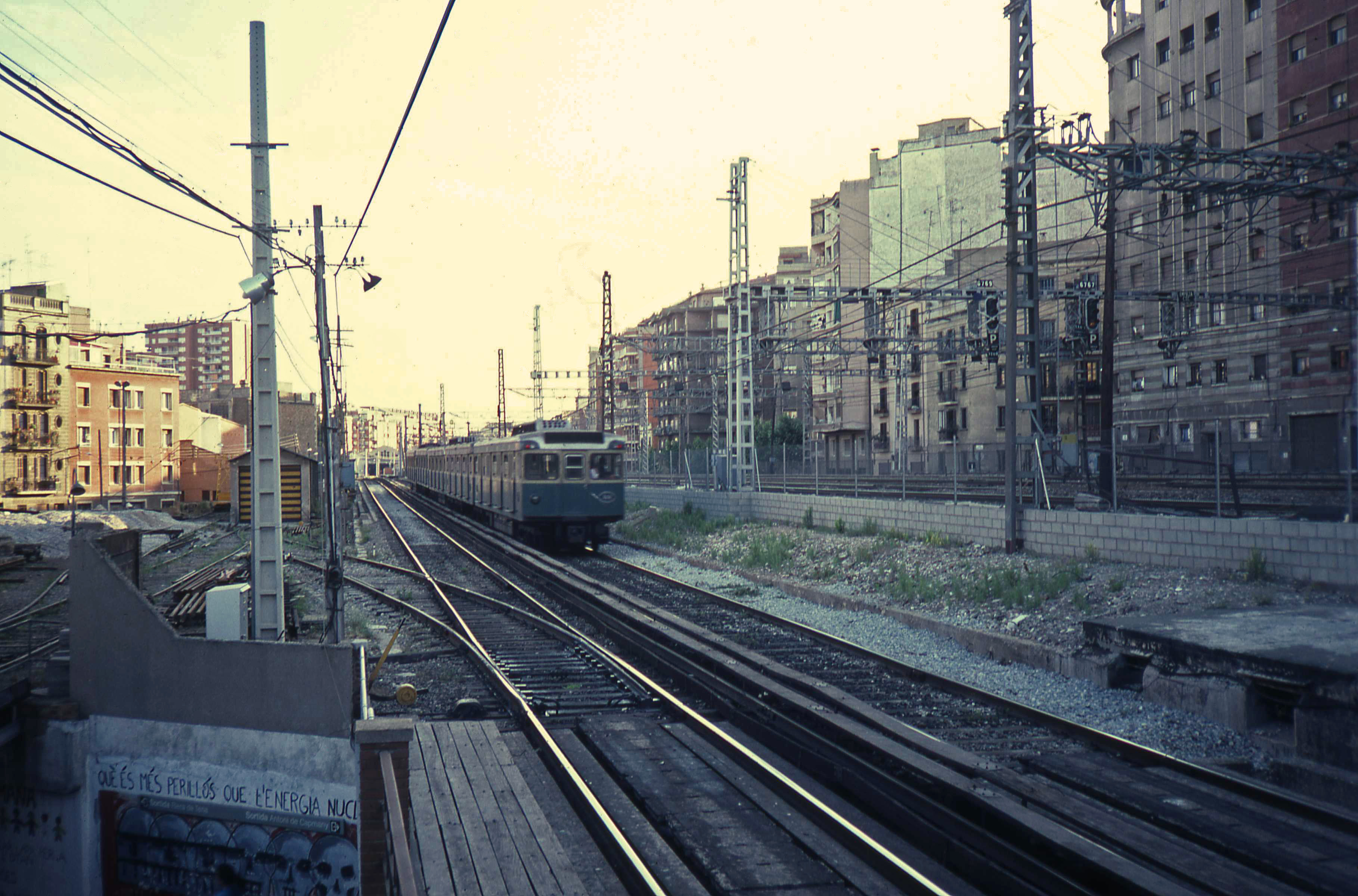
Unidad de la serie 400 de la línea 1 entre Mercat Nou y Santa Eulàlia en 1987.

Entre 1975 y 1977 el ritmo de inauguraciones se intensificó notablemente. El 20 de enero de 1975 los príncipes de España Juan Carlos y Sofía inauguraron la línea III-B (actual línea 3) con 7 estaciones, desde Ciudad Universitaria hasta Tarragona y, seis meses después, el 17 de julio, se amplió la línea desde Tarragona hasta Pueblo Seco.
El 15 de marzo de 1976 se amplió la línea IV desde Jaime I hasta Barceloneta, pasando por la estación de Correos, que desde 1972 no presta servicio. El 23 de noviembre de 1976 se amplió la línea V desde Pubilla Casas hasta San Ildefonso, incorporando a los municipios de Cornellá de Llobregat y Hospitalet de Llobregat a la red de metro barcelonés y, en ese mismo año, se inauguró el ramal desde Sarrià hasta Reina Elisenda, donde actualmente circula la línea 6. El 7 de octubre de 1977 se amplió la línea IV con cinco estaciones, desde Barceloneta hasta Selva de Mar.
A principios de los años 1980, gracias a la instauración de la democracia en España, la red de metro fue transferida a la Generalidad de Cataluña y el consistorio barcelonés, y se creó el ente Transportes Metropolitanos de Barcelona para que opere la red. Quedó suspendido temporalmente el servicio entre Bordeta y Bordeta Cocheras de la línea I el 5 de julio de 1980, con el objetivo de ampliar la línea hasta Torrassa. En el año 1982 la denominación de las estaciones y líneas fue modificada: la línea I fue cambiada por línea 1 o L1, las líneas III y III-B por línea 3 o L3, la línea IV por línea 4 o L4, la línea V por línea 5 o L5 y los nombres de las estaciones fueron cambiados por su nombre al catalán o renombrados, como Aragón por Paseo de Gracia o Roma por Sants-Estació. El 19 de abril de 1982 se amplió la línea 4 en tres estaciones, desde Guinardó hasta Roquetes. En ese mismo año, el 5 de junio se unificaron las líneas III y III-B con la denominación de línea 3 y se eliminó el transbordo en la estación de Pueblo Seco que, hasta la fecha, era imprescindible hacer si se quería ir desde alguna estación de la línea III hasta otra de la línea III-B o viceversa. Con esta última actuación en la red de metro, fue necesario adaptar 72 coches (36 motores y 36 remolques) que circulaban por la línea III, modificándoles la toma de corriente de catenaria a tercer riel.

### Integración tarifaria, ampliaciones y mejoras de accesibilidad (1980-1990)

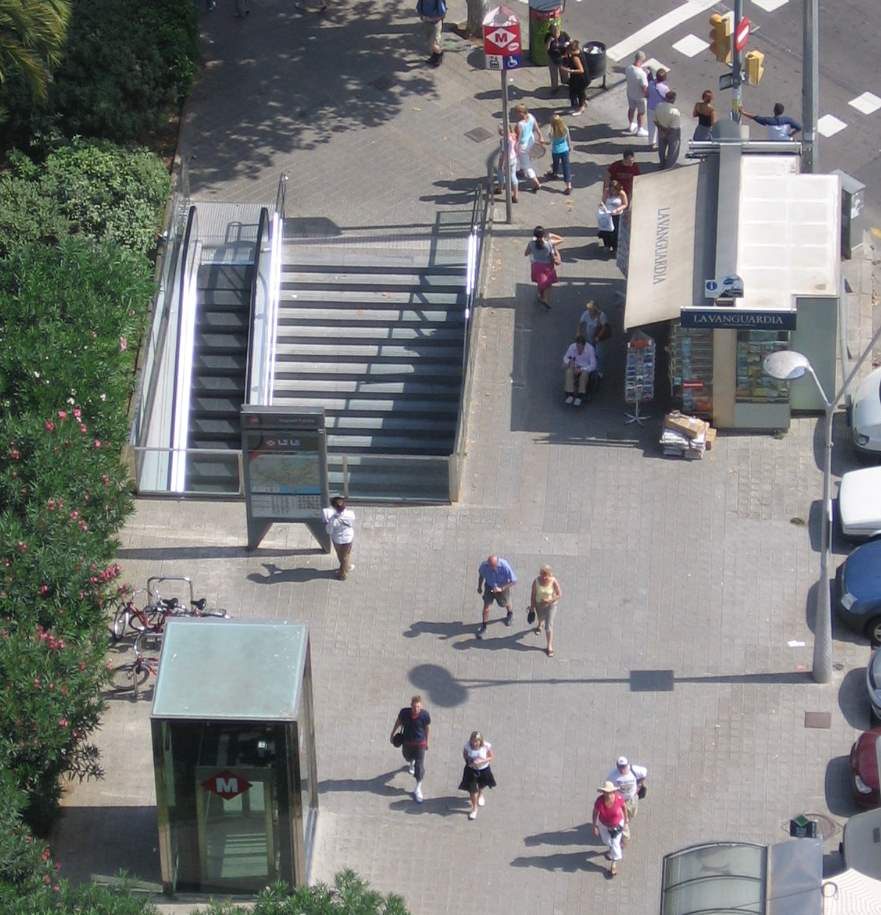
Accesos adaptados de la estación de Sagrada Familia.

El 15 de octubre de 1982 se amplió la línea 4 con tres estaciones, desde Selva de Mar hasta La Pau. El 21 de diciembre de 1983 se amplió la línea 1 en tres estaciones, desde Torras i Bages hasta Santa Coloma, situada en el municipio de Santa Coloma de Gramanet. Dos días más tarde, el 23 de diciembre, se volvió a ampliar la línea 1, esta vez por su otro extremo, desde Santa Eulàlia —ubicada a pocos metros de la antigua estación de Bordetas Cocheras— hasta Torrassa, y la línea 5 en dos estaciones, desde Sant Ildefons hasta Cornellà.
Con motivo de la inauguración de las ampliaciones de la línea 4 del metro de Barcelona, tanto el Ayuntamiento de Barcelona como la Generalidad de Cataluña mostraban su voluntad de crear una autoridad única que fuese la responsable de la gestión tarifaria del metro. Sin embargo, hubo desacuerdos políticos sobre si esa autoridad debía ser la Corporación Metropolitana de Barcelona o la Generalidad de Cataluña. Finalmente, se optó por la creación de un consorcio que integrase a la Generalidad de Cataluña, al Ayuntamiento y a la Entidad Metropolitana del Transporte. Así, en 1997 nace la Autoridad del Transporte Metropolitano (ATM). Sin embargo, integración tarifaria de los diferentes operadores de transporte del área metropolitana de Barcelona no llegó hasta cuatro años más tarde, en 2001.
El 22 de abril de 1985 la red de metro llegó a San Adrián de Besós y Badalona gracias a la ampliación de la línea 4 con cinco estaciones, desde La Pau hasta Pep Ventura. En ese mismo año, el 6 de noviembre se amplió la línea 3 con cuatro estaciones, desde Lesseps hasta Montbau. El 24 de abril de 1987 se amplió la línea 1 con cuatro estaciones, desde Torrassa hasta Av. Carrilet y, un año y medio después, se volvió a ampliar el 18 de octubre de 1989 con dos estaciones, desde Av. Carrilet hasta Feixa Llarga (actual Hospital de Bellvitge).
Ya en los años 1990, el 18 de febrero de 1992 se amplió la línea 1 con una estación, desde Santa Coloma hasta Fondo. La estación de Fondo fue la primera de la red de metro dotada de ascensores hidráulicos para adaptarla a personas con movilidad reducida y con pavimento podotáctil para personas invidentes. Desde entonces, en cumplimiento de los decretos de accesibilidad aprobados en 1984, todas las nuevas estaciones que crearon o reformaron se hicieron adaptadas.
El 25 de septiembre de 1995 se inauguró la línea 2 con seis estaciones, desde Sant Antoni hasta Sagrada Familia, cuyas obras estaban paralizadas desde 1973 y, tres meses más tarde, el 31 de diciembre, se amplió desde Sant Antoni hasta Paral·lel. El 20 de septiembre de 1997 se volvió a ampliar la línea 2 con cinco estaciones, desde Sagrada Familia hasta La Pau, con una inversión total de 21 000 millones de pesetas. El 27 de octubre de 1999 se amplió la línea 4 con una estación, desde Roquetes hasta Trinitat Nova, y se cambió la nomenclatura de la estación de Roquetes por Via Júlia.

### Años 2000. Actualización de la red, expansión por Nou Barris y hundimiento del Carmelo

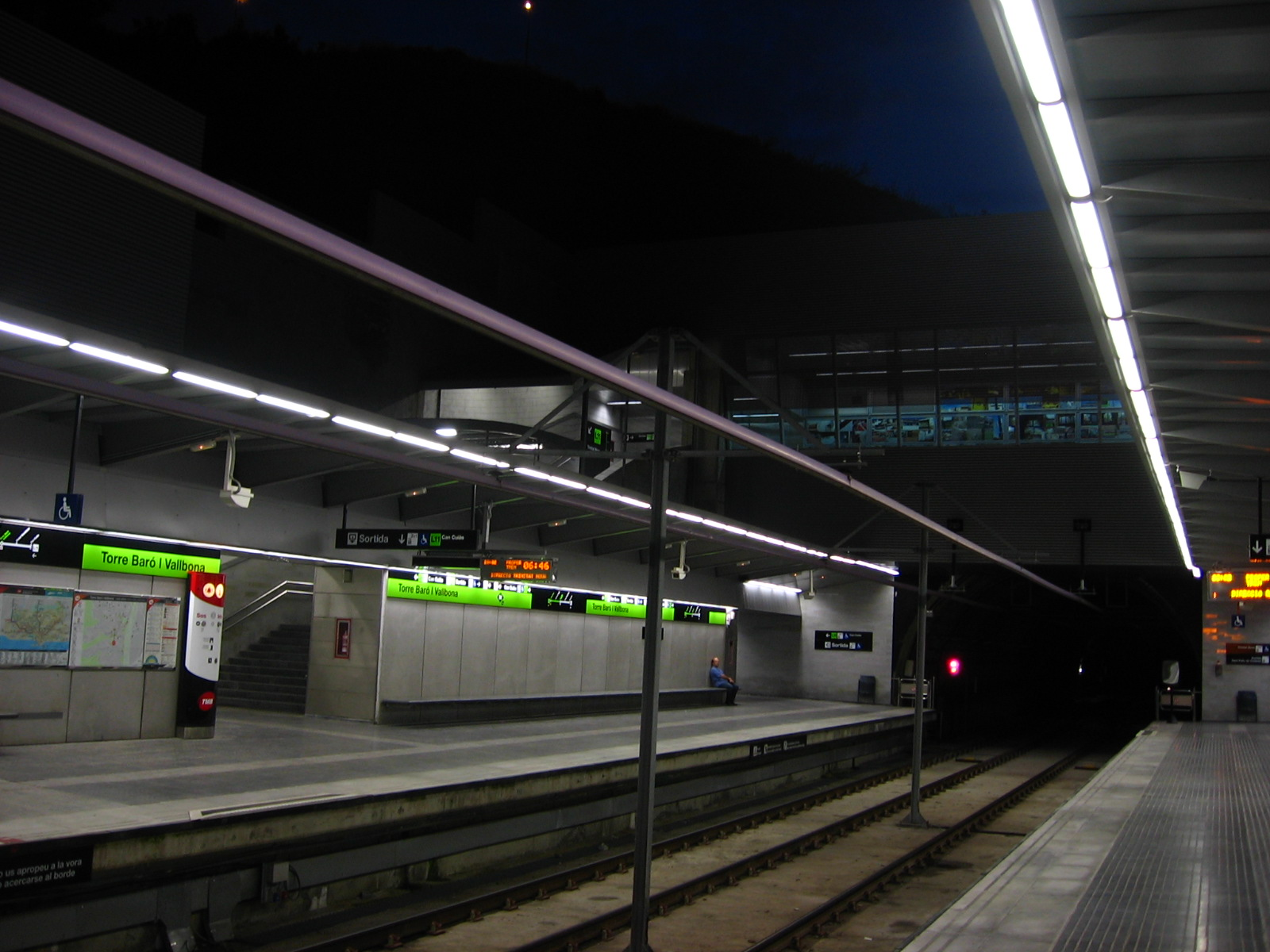
Estación de Torre Baró-Vallbona. La L11 fue inaugurada el 15 de diciembre de 2003.

El 21 de septiembre de 2001 se amplió la línea 3 en 2,4 km y tres estaciones, desde Montbau hasta Canyelles. El 29 de junio de 2002 el tramo de la línea 4 comprendido entre las estaciones de La Pau y Pep Ventura se convirtió en estaciones de la línea 2. Con esta actuación, la línea 2 (Paral·lel-Pep Ventura) tenía 17 estaciones y la línea 4 (Trinitat Nova-La Pau) 21 estaciones. El 4 de agosto de 2003 se inauguró una nueva estación en la línea 4, El Maresme-Fòrum, ubicada entre las estaciones de Selva de Mar y Besòs Mar. En ese mismo año, el 15 de diciembre se inauguró la línea 11 con cinco estaciones y una longitud de 2,3 km, que discurre por el distrito barcelonés de Nou Barris y Moncada y Reixach. Ese mismo día se cambiaron las denominaciones de 3 líneas y dos estaciones: línea U6 por línea 6, línea U7 por línea 7, línea S3 por línea 8 y las estaciones de Feixa Llarga por Hospital de Bellvitge (línea 1) y Cornellà por Cornellà Centre (línea 5).
El 25 y 27 de enero de 2005 se produjeron varios hundimientos en el barrio del Carmelo de Barcelona durante la ampliación de la línea 5 entre Horta y Vall d'Hebron. Como consecuencia, se paralizó dicha prolongación además de la construcción de las líneas 9 y 10 del metro, y se crearon plataformas ciudadanas en contra de nuevos túneles por Barcelona como AVE pel litoral, que pedía la revisión del proyecto del túnel de alta velocidad Barcelona Sants-La Sagrera. En 2007 se reanudaron las obras de ampliación de la línea 5 hasta Vall d'Hebron de 2,5 km de longitud y 3 estaciones nuevas. El 4 de octubre de 2008 se amplió la línea 3 en 1,8 km y 2 estaciones, desde Canyelles hasta Trinitat Nova, con un coste total de 156,5 millones de €.

### Líneas L9 y L10: Llegada del metro automático
El 13 de diciembre de 2009 se inauguró la línea 9 con cinco estaciones ubicadas en el municipio de Santa Coloma de Gramanet, desde Can Zam hasta Can Peixauet, siendo la primera línea de metro automática de España. Tres días después de la inauguración de la línea 9, el 16 de diciembre, la Generalidad de Cataluña y Transportes Metropolitanos de Barcelona pusieron en servicio la segunda línea de metro automática en España, la línea 11, que se inauguró en 2003 y que desde 2007 se fue preparando para su automatización. El 18 de abril de 2010 se inauguró la línea 10, la tercera línea automática en España con cuatro estaciones, desde Bon Pastor hasta Gorg, y se amplió la línea 9, desde Can Peixauet hasta Bon Pastor. El 26 de junio de 2010 se ampliaron las líneas 9 y 10 con dos estaciones comunes, desde Bon Pastor hasta La Sagrera.
En ese mismo año, el 11 de julio se amplió en 800 metros y una estación la línea 2, desde Pep Ventura hasta Badalona-Pompeu Fabra y, el 30 de julio, se inauguró la ampliación de la línea 5 desde Horta hasta Vall d'Hebron con 3 estaciones. El 19 de septiembre de 2011 se inauguró la estación de Santa Rosa de la línea 9, ubicada entre las estaciones de Can Peixauet y Fondo, con una inversión de 31,7 millones de €.
El 12 de febrero de 2016 se puso en funcionamiento el tramo entre el aeropuerto y la Zona Universitaria con una longitud de 19,6 km y 15 estaciones, siendo la frecuencia de paso de 7 minutos, aunque puede ser reducida a menos de 4 minutos en determinados momentos debido a eventos especiales como el Mobile World Congress. Para acceder a las estaciones situadas en las dos terminales del aeropuerto, los usuarios deben de adquirir un billete especial de un importe de 4,5 euros.
El 8 de septiembre de 2018 entró en servicio el tramo entre Collblanc y Foc de la línea 10 sud.
El 23 de noviembre de 2019, se inauguró la estación Ciutat de la Justicia.
El 1 de febrero de 2020 se inauguró la estación de Zona Franca.
El 7 de noviembre de 2021 se inauguraron tres estaciones más en el viaducto de la calle A del polígono industrial de la Zona Franca: Port Comercial, Ecoparc y ZAL/Riu Vell. Se encuentra pendiente de inaugurar la estación Motors.
Desde el 7 de noviembre de 2021 la red tiene 193 estaciones incluyendo las dos del Funicular de Montjuic. Es una red con ciertas peculiaridades, ya que si bien la línea 1 tiene el ancho de vía de 1674 mm (antiguo ancho ibérico) y la línea 8 tiene ancho de vía de 1000 mm (ancho métrico), en todas las demás líneas el ancho es de 1435 mm (ancho internacional). Del total de estaciones, 33 tienen correspondencia o enlace: 16 conexiones entre líneas de metro, 9 con Rodalies de Catalunya, 5 con los Ferrocarriles de la Generalidad de Cataluña y 1 con el Funicular de Montjuic.

## Operadores
Actualmente existen dos operadores de la red de Metro de Barcelona: Transportes Metropolitanos de Barcelona (TMB) y Ferrocarriles de la Generalidad de Cataluña (FGC). La entrada del segundo operador tuvo lugar en 2001: con la integración tarifaria y el aumento de frecuencias de las líneas urbanas de FGC (U6, U7 y S3), estas pasaron a considerarse integradas en la red del metro de Barcelona. En el año 2003, con el fin de armonizar la nomenclatura, estas líneas cambiaron su nombre por L6, L7 y L8 respectivamente.

### Transportes Metropolitanos de Barcelona
La compañía Ferrocarril Metropolità de Barcelona (FMB) es el operador de la mayor parte de la red, con 8 líneas que suman 122,3 km. Es de titularidad pública y depende directamente del Ayuntamiento de Barcelona. Junto a otras compañías del mismo grupo, operan públicamente bajo la marca «Transportes Metropolitanos de Barcelona» (TMB).
Este operador, que en 2016 contaba con una plantilla activa 3555 trabajadores, tiene su origen en el año 1920 y en 1961 absorbió el Gran Metropolitano de Barcelona. Es responsable de las líneas L1, L2, L3, L4, L5, L9, L10 y L11, así como del Funicular de Montjuïc.
Bajo su ámbito se encuentran 165 estaciones, 143 trenes circulando en hora punta y una red de 122,3 km de longitud. 22 de estas estaciones actúan como intercambiados con otras líneas. Las líneas de TMB tuvieron una afluencia de 381,49  millones de viajeros en 2016.

### Ferrocarriles de la Generalidad de Cataluña
Ferrocarriles de la Generalidad de Cataluña (FGC) es un operador de titularidad pública, dependiente de la Generalidad de Cataluña, nacido en el año 1979 para operar los servicios ferroviarios que fueron transferidos al gobierno catalán con la restauración de la democracia en España en 1978. La empresa recogió las líneas de Ferrocarrils Catalans, Ferrocarrils de Catalunya y el Ferrocarril de Sarriá a Barcelona.
De las trece líneas que gestiona FGC, cuatro de ellas están integradas en la red de metro de Barcelona desde 2001. Estas son las líneas L6, L7, L8 y L12. Las tres primeras obtuvieron esta nomenclatura en el año 2003, cuando se decidió unificar la numeración de todos los servicios que se consideraban integrados en la red de metro.
La empresa tenía una plantilla activa en el metro de 1410 trabajadores en 2011 y una longitud total de 21,284 km en la red.

## Líneas del Metro de Barcelona

### Detalle de las líneas
| Línea                      | Terminales                                    | Operador | Longitud actual | Estaciones actuales | Apertura | Gálibo | Tiempo de viaje | Ancho de vía |
| -------------------------- | --------------------------------------------- | -------- | --------------- | ------------------- | -------- | ------ | --------------- | ------------ |
|                            | Hospital de Bellvitge - Fondo                 | TMB      | 20,7 km         | 30                  | 1926     | Ancho  | 45 min          | 1674 mm      |
|                            | Paral·lel - Badalona Pompeu Fabra             | TMB      | 13,7 km         | 18                  | 1959     | Ancho  | 26 min          | 1435 mm      |
|                            | Zona Universitària - Trinitat Nova            | TMB      | 18,4 km         | 26                  | 1924     | Ancho  | 36 min          | 1435 mm      |
|                            | Trinitat Nova - La Pau                        | TMB      | 17,3 km         | 22                  | 1973     | Ancho  | 36 min          | 1435 mm      |
|                            | Cornellà Centre - Vall d'Hebron               | TMB      | 19,168 km       | 27                  | 1959     | Ancho  | 37 min          | 1435 mm      |
|                            | Plaza de Cataluña - Sarrià                    | FGC      | 4,884 km        | 8                   | 1863     | Ancho  | 13 min          | 1435 mm      |
|                            | Plaza de Cataluña - Avinguda Tibidabo         | FGC      | 4,634 km        | 7                   | 1954     | Ancho  | 10 min          | 1435 mm      |
|                            | Plaza España - Molí Nou \| Ciutat Cooperativa | FGC      | 11,266 km       | 11                  | 1883     | Ancho  | 20 min          | 1000 mm      |
|                            | Sud: Aeroport T1 - Zona Universitària         | TMB      | 19,6 km         | 15                  | 2016     | Ancho  | 32 min          | 1435 mm      |
| Nord: La Sagrera - Can Zam | 7,867 km                                      | TMB      | 9               | 2009                | 15 min   | Ancho  |                 | 1435 mm      |
|                            | Sud: ZAL \| Riu Vell - Collblanc              | TMB      | 12 km           | 11                  | 2018     | Ancho  | 17 min          | 1435 mm      |
| Nord: La Sagrera - Gorg    | 5,57 km                                       | TMB      | 6               | 2010                | 11 min   | Ancho  |                 | 1435 mm      |
|                            | Trinitat Nova - Can Cuiàs                     | TMB      | 2,109 km        | 5                   | 2003     | Ancho  | 6 min           | 1435 mm      |
|                            | Sarrià - Reina Elisenda                       | FGC      | 0,6 km          | 2                   | 2016     | Ancho  | 2 min           | 1435 mm      |

### Red Complementaria: tranvías y funiculares
La red se complementa con una red de tranvías y funiculares que, por características del terreno o por presupuesto, la red del metro no llega:
| Línea                       | Terminales                                        | Operador                    | Longitud  | Estaciones   | Apertura                  | Notas y referencias                              |
| --------------------------- | ------------------------------------------------- | --------------------------- | --------- | ------------ | ------------------------- | ------------------------------------------------ |
|                             | Francesc Macià - Bon Viatge                       | TRAM                        | 9,989 km  | 21           | 2004                      | Las líneas forman parte de la red del Trambaix.  |
|                             | Francesc Macià - Llevant - Les Planes             | TRAM                        | 11,674 km | 24           | 2004                      | Las líneas forman parte de la red del Trambaix.  |
|                             | Francesc Macià - Sant Feliu \| Consell Comarcal   | TRAM                        | 10,426 km | 19           | 2004                      | Las líneas forman parte de la red del Trambaix.  |
|                             | Verdaguer - Estación de Sant Adrià                | TRAM                        | 6,829 km  | 14           | 2004                      | Las líneas forman parte de la red del Trambesòs. |
|                             | Ciutadella \| Vila Olímpica - Gorg                | TRAM                        | 7,228 km  | 13           | 2006                      | Las líneas forman parte de la red del Trambesòs. |
|                             | Ciutadella \| Vila Olímpica - Sant Adrià de Besòs | TRAM                        | 5,7 km    | 10           | 2008                      | Las líneas forman parte de la red del Trambesòs. |
|                             | Tranvía Azul                                      | TMB                         | 1,276 km  | 10           | 1901 (cerrado desde 2018) | [ 101 ]                                          |
| TOTAL (7 líneas de tranvía) | TOTAL (7 líneas de tranvía)                       | TOTAL (7 líneas de tranvía) | 30,476 km | 66 (56 TRAM) | —                         | —                                                |
|                             | Funicular de Montjuïc                             | TMB                         | 758 m     | 2            | 1928                      | [ 102 ]                                          |
|                             | Funicular del Tibidabo                            | TMB                         | 1,152 km  | 2            | 1901                      | [ 103 ]                                          |
|                             | Funicular de Vallvidrera                          | FGC                         | 736'6 m   | 3            | 1906                      | —                                                |
| TOTAL (3 funiculares)       | TOTAL (3 funiculares)                             | TOTAL (3 funiculares)       | 2,646 km  | 7            | —                         | —                                                |
| TOTAL (tranvía + funicular) | TOTAL (tranvía + funicular)                       | TOTAL (tranvía + funicular) | 33,122 km | 118          | —                         | —                                                |

## Estaciones
La red de metro de Barcelona tiene 191 estaciones, nueve de las cuales son compartidas por dos líneas, es decir, utilizan la misma vía y andén. Las estaciones presentan una decoración, paneles informativos y señalización diferente según el operador que las gestiona.

Panel informativo en la estación de Universitat de la L2 gestionada por TMB.

### Estaciones con tres o más enlaces

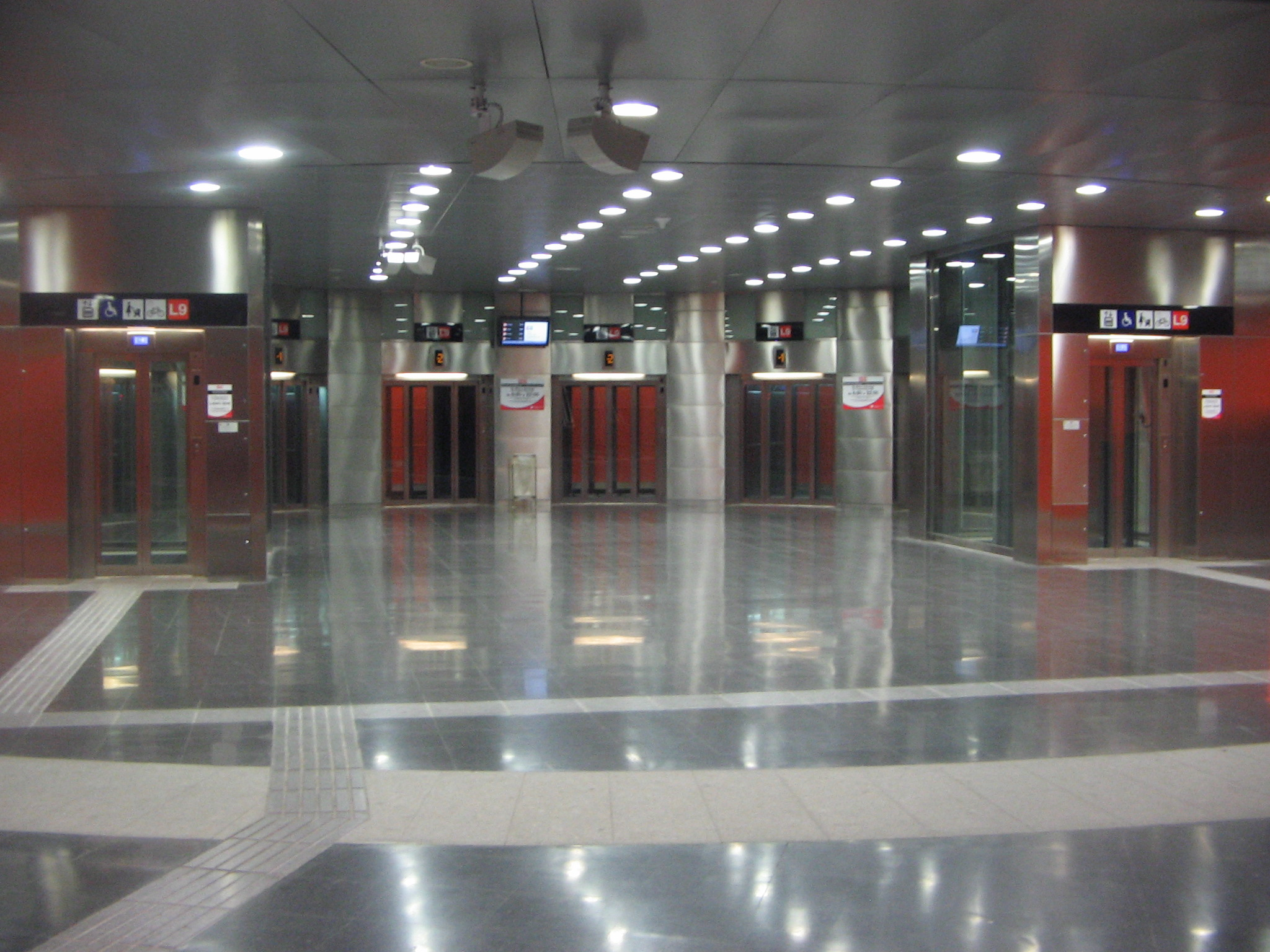
Ascensores en el vestíbulo de la L9 en Fondo.

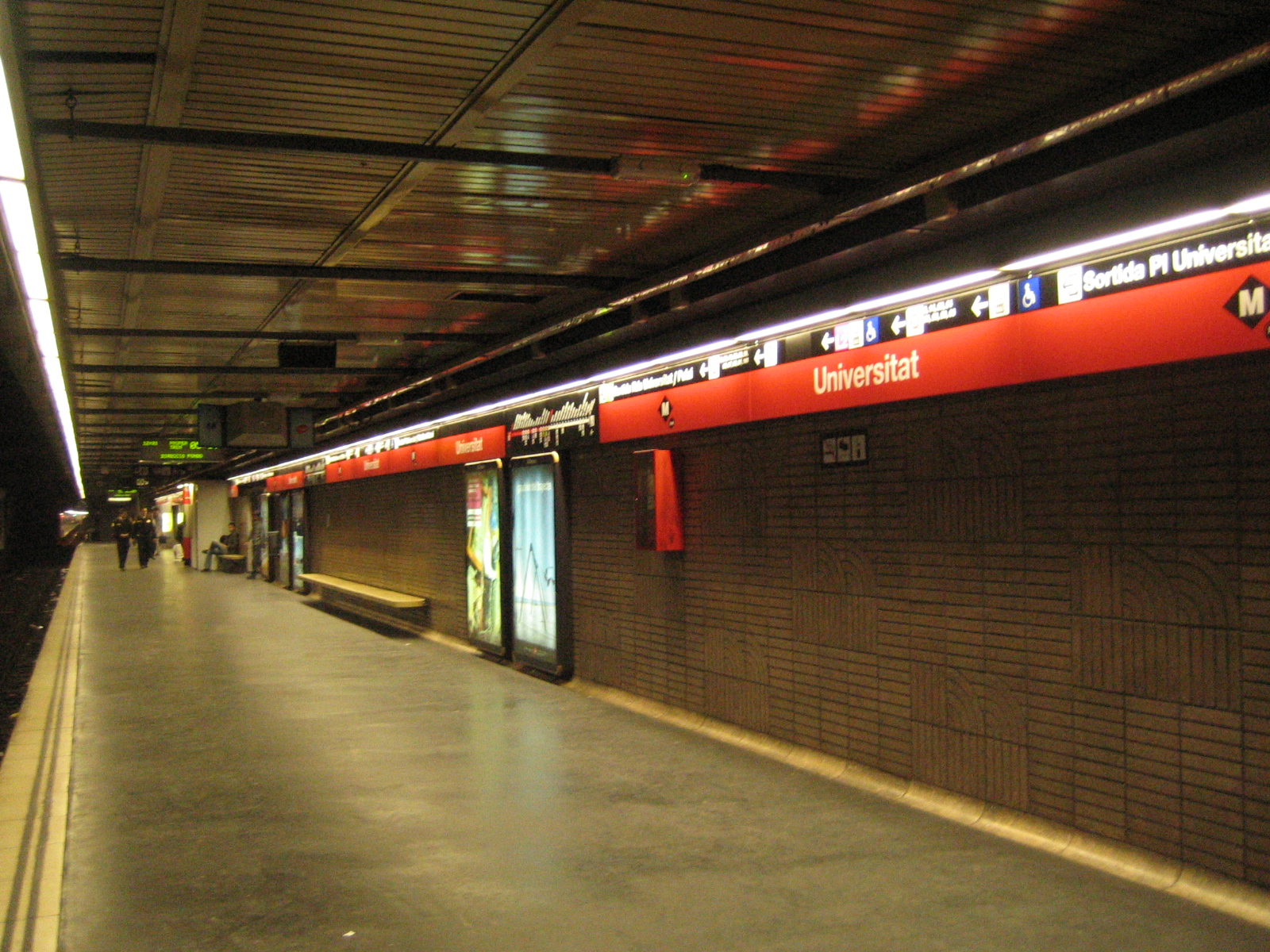
Estación de Universitat de la L1.

| Estación                              | Líneas | Municipio |
| ------------------------------------- | ------ | --------- |
| Cataluña                              |        | Barcelona |
| Diagonal (L3 y L5) Provenza (L6 y L7) |        | Barcelona |
| La Sagrera                            |        | Barcelona |
| Paseo de Gracia                       |        | Barcelona |
| Trinitat Nova                         |        | Barcelona |
| España                                |        | Barcelona |

### Estaciones adaptadas a personas con movilidad reducida
La red de metro cuenta con 184 estaciones adaptadas a las personas con movilidad reducida de las 191 totales. La tasa total de adaptación es del 97,8 % (95,6 % TMB y 100 % FGC).
| Línea | Adaptación de la línea                                                                                | Tasa de adaptación | Referencias |
| ----- | --- | ------------------ | ----------- |
|       | Toda la línea está adaptada, excepto las estaciones: Plaça de Sants · España · Urquinaona · Clot      | 87 %               | [ 104 ]     |
|       | Toda la línea está adaptada                                                                           | 100 %              | [ 104 ]     |
|       | Toda la línea está adaptada, excepto las estaciones: España                                           | 92 %               | [ 104 ]     |
|       | Toda la línea está adaptada, excepto las estaciones: Verdaguer · Urquinaona · Ciudadela-Vila Olímpica | 82 %               | [ 104 ]     |
|       | Toda la línea está adaptada, excepto las estaciones: Verdaguer · Plaza de Sants                       | 89 %               | [ 104 ]     |
|       | Toda la línea está adaptada                                                                           | 100 %              | [ 105 ]     |
|       | Toda la línea está adaptada                                                                           | 100 %              | [ 105 ]     |
|       | Toda la línea está adaptada                                                                           | 100 %              | [ 105 ]     |
|       | Toda la línea está adaptada                                                                           | 100 %              | [ 104 ]     |
|       | Toda la línea está adaptada                                                                           | 100 %              | [ 104 ]     |
|       | Toda la línea está adaptada                                                                           | 100 %              | [ 104 ]     |
|       | Toda la línea está adaptada                                                                           | 100 %              | [ 105 ]     |

Las estaciones adaptadas que forman parte de intercambiadores tienen todos los enlaces entre las líneas o servicios adaptados excepto las siguientes combinaciones:
| Intercambiador          | Enlaces no accesibles |
| ----------------------- | --------------------- |
| Cataluña                | con                   |
| Ciudadela-Vila Olímpica | con                   |
| Clot                    | con                   |
| Paseo de Gracia         | con                   |

## Viajar

### Horario
| Línea | Lunes a jueves y festivos intersemanales | Viernes y vísperas de festivos | Sábados                                                           | Domingos                           | 24/12           | Otros festivos con horario continuado                     |
| ----- | ---------------------------------------- | ------------------------------ | ----------------------------------------------------------------- | ---------------------------------- | --------------- | --------------------------------------------------------- |
|       | 05:00h a 24:00h                          | 05:00h a 02:00h                | Apertura a las 05:00h y servicio continuado durante toda la noche | Servicio continuo hasta las 24:00h | 05:00h a 23:00h | noches entre el 23‑24/06, 16-17/08, 23-24/09, 31/12‑01/01 |

Excepciones:
  Parc Logístic, Mercabarna y Mas Blau de lunes a domingo de 5 a 24 horas.
  Port Comercial | La Factoria, Ecoparc y ZAL | Riu Vell de lunes a domingo de 5 a 24 horas.
| Línea                         | Origen       | Laborables lectivos | Laborables lectivos | Sábados y festivos  | Sábados y festivos |
| Línea                         | Origen       | Inicio del servicio | Fin del servicio    | Inicio del servicio | Fin del servicio   |
|                               | Pl. Cataluña | 05:38h              | 23:52h              | 05:52h              | 02:15h             |
| Sarrià                        | 05:46h       | 23:55h              | 05:38h              | 02:01h              |                    |
|                               | Pl. Cataluña | 05:56h              | 00:27h              | 05:58h              | 02:00h             |
| Av. Tibidabo                  | 05:58h       | 00:25h              | 05:58h              | 02:00h              |                    |
|                               | Pl. España   | 05:41h              | 23:45h              | 06:43h              | 02:00h             |
| Molí Nou - Ciutat Cooperativa | 05:46h       | 23:55h              | 05:38h              | 02:01h              |                    |
|                               | Sarrià       | 05:52h              | 00:05h              | 05:40h              | 02:30h             |
| Reina Elisenda                | 05:43h       | 23:38h              | 05:42h              | 02:17h              |                    |

Tarifas
La red de metro está integrada en el Sistema Tarifario Integral (STI) de la Autoridad del Transporte Metropolitano. Para acceder a las estaciones del aeropuerto no son válidos los billetes sencillos ni la T-Casual. Los títulos válidos para la red más comunes son:
| Título de transporte 1 zona | Precio (2025)                         | Referencias     |
| --------------------------- | ------------------------------------- | --------------- |
| Billete sencillo            | 2,65 €                                | [ 106 ] [ 107 ] |
| Billete aeropuerto          | 5,70 €                                | [ 106 ] [ 107 ] |
| T-Dia                       | 11,20 €                               | [ 106 ] [ 107 ] |
| T-Casual                    | 12,55 €                               | [ 106 ] [ 107 ] |
| T-Usual                     | 44 € (22 € con la reducción del 50 %) | [ 106 ] [ 107 ] |
| T-Jove                      | 88 € (44 € con la reducción del 50 %) | [ 106 ] [ 107 ] |
| T-grupo                     | 87,35 €                               | [ 106 ] [ 107 ] |
| T-16                        | 0 € (usuarios de 4 a 16 años)         | [ 106 ] [ 107 ] |

### Seguridad

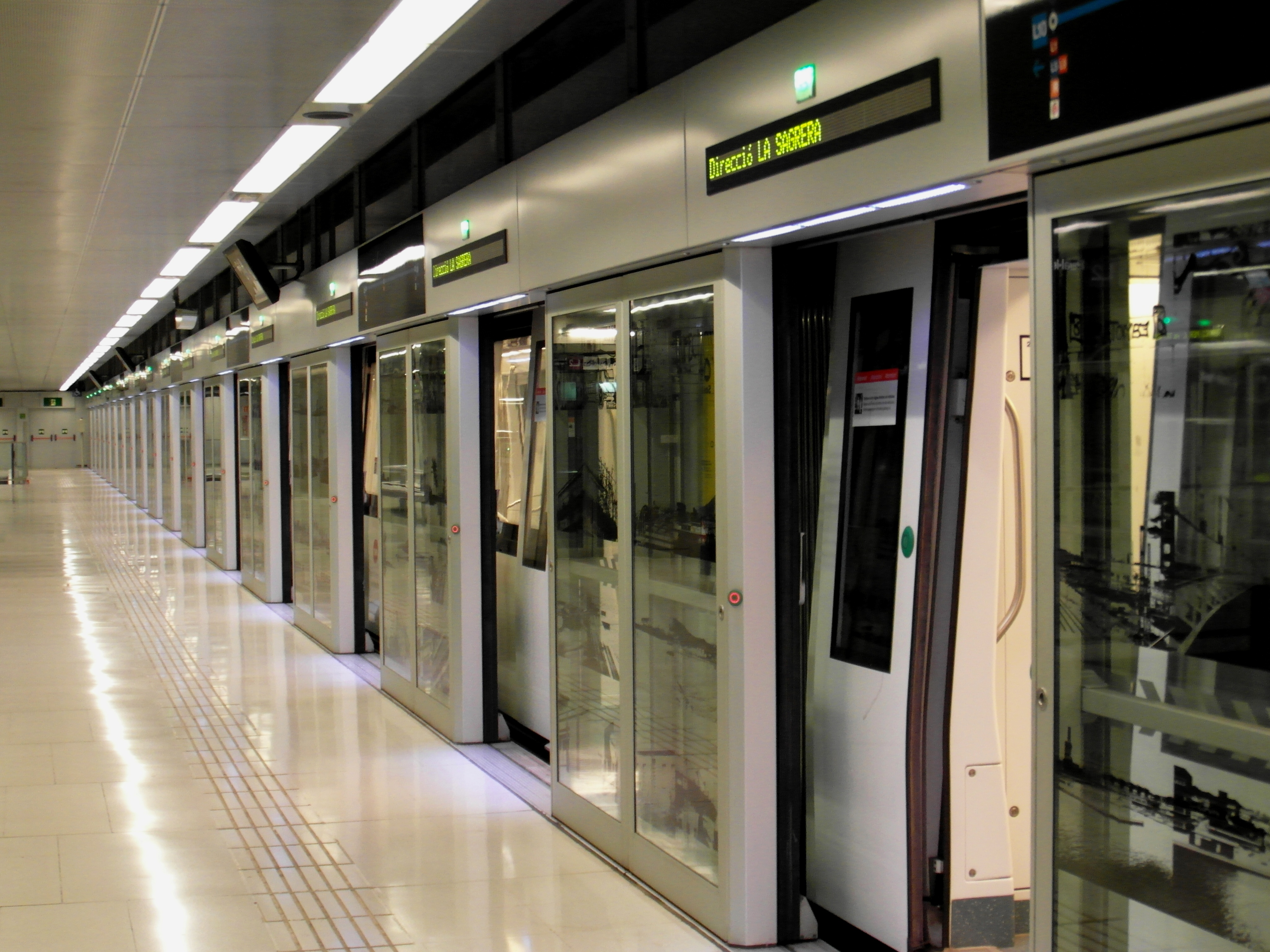
Mamparas o puertas de seguridad en la estación de Gorg (L10).

Desde los años 2010 varios medios de comunicación internacionales, como The Guardian, han publicado noticias sobre los delitos que se cometen en la red del metro barcelonés. En 2010 los Mozos de Escuadra, la policía de la Generalidad de Cataluña, recibieron 60 denuncias al día por hurtos en la red y, en el primer trimestre de 2011, hubo 3700 hurtos cometidos por unos 150 carteristas diferentes. Según el consulado de Japón, uno de cada tres turistas japoneses que visitaban la ciudad en 2010 sufrieron algún tipo de robo, sobre todo en el metro. Dadas las estadísticas, desde el 22 de julio de 2011 agentes uniformados y de paisano de los Mozos de Escuadra y la Guardia Urbana de Barcelona patrullan la red con el objetivo de disuadir a los carteristas y dar una imagen de seguridad en las instalaciones, bajo el dispositivo policial denominado xarxa («red»). Dicho dispositivo logró reducir los delitos perpetrados en la red un 25 %, de 91 (finales 2010) a 67 (octubre de 2011), según fuentes del Departamento de Interior de la Generalidad y del Ayuntamiento de Barcelona. En junio de 2013, los Mozos de Escuadra y la Guàrdia Urbana de Badalona iniciaron un dispositivo policial para todo el verano de ese año con el objetivo de garantizar la seguridad —evitar la acción de los carteristas— y prevenir actos de incivismo en las estaciones de las líneas L2 y L10 situadas en Badalona.
Otros dispositivo de seguridad que posee la red son las mamparas o puertas de seguridad instaladas en los andenes y que impiden el acceso, por voluntad o accidente, a las vías. Dichas mamparas están instaladas en la totalidad de las estaciones de las líneas 9, 10 y 11 —excepto en la estación de Trinitat Nova (L11)— y en la estación de Provenza de las líneas 6 y 7 dirección Gràcia.
En agosto de 2014 la red de metro se integró en el programa Barcelona, ciudad cardioprotegida, por el que se instalaron siete desfibriladores semiautomáticos en cuatro estaciones del metro —Cataluña, La Sagrera, Universitat, España— las cuales tienen un tráfico diario de 280 000 pasajeros y cuya finalidad es evitar fallecimientos por paradas cardiorrespiratorias. El objetivo del programa es dotar con desfibriladores todas las estaciones del suburbano, convirtiéndola en la primera de Europa en disponer en toda su red dichos aparatos.

### Información al viajero

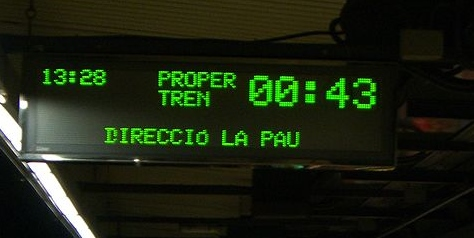
Pantalla informativa en un andén con la previsión de la llegada del próximo tren a la estación.

Las instalaciones del metro están dotadas de diferentes pantallas que informan al viajero sobre el estado del servicio, incidencias y frecuencia del paso de los trenes entre otras informaciones. Dichas pantallas —que se instalaron por primera vez en el tramo de la línea 2 entre Sant Antoni y Sagrada Familia en 1995— se denominan «INP» (información al pasaje) o «INC» (información al cliente) y en 2013 la red perteneciente a Transportes Metropolitanos de Barcelona disponía de 875 (755 en las líneas convencionales y 120 en las automáticas). Además, en las estaciones de España, El Maresme | Fòrum y Barceloneta, que prestan servicio a acontecimientos masivos, disponen en el exterior de las instalaciones del metro otro tipo de pantallas especiales para dar mensajes y consejos en caso de incidencias o aglomeraciones.

### Tráfico de viajeros
Evolución del tráfico de viajeros en la red de metro desde 1996 según la Autoridad del Transporte Metropolitano:
| Año  | Viajeros con TMB (millones) | Viajeros con FGC (millones) | Total (millones) | Referencias         |
| ---- | --------------------------- | --------------------------- | ---------------- | ------------------- |
| 1996 | 269,0                       | 44,8                        | 313,8            | [ Nota 13 ] [ 119 ] |
| 1997 | 259,1                       | 32,6                        | 291,7            | [ Nota 14 ] [ 120 ] |
| 1998 | 280,9                       | 37,9                        | 318,8            | [ Nota 14 ] [ 121 ] |
| 1999 | 286,7                       | 44,5                        | 331,2            | [ Nota 14 ] [ 122 ] |
| 2000 | 294,1                       | 47,9                        | 354,9            | [ Nota 14 ] [ 123 ] |
| 2001 | 305,11                      | 36,83                       | 341,94           | [ Nota 15 ] [ 124 ] |
| 2002 | 322,0                       | 40,1                        | 362,1            | [ Nota 15 ] [ 125 ] |
| 2003 | 332,0                       | 41,0                        | 373,0            | [ Nota 15 ] [ 126 ] |
| 2004 | 343,3                       | 43,0                        | 386,3            | [ Nota 15 ] [ 127 ] |
| 2005 | 344,5                       | 41,9                        | 386,4            | [ Nota 15 ] [ 128 ] |
| 2006 | 352,4                       | 43,2                        | 395,6            | [ Nota 15 ] [ 129 ] |
| 2007 | 365,5                       | 43,2                        | 408,7            | [ Nota 15 ] [ 130 ] |
| 2008 | 375,7                       | 45,0                        | 420,7            | [ Nota 15 ] [ 131 ] |
| 2009 | 361,0                       | 44,1                        | 405,1            | [ Nota 15 ] [ 132 ] |
| 2010 | 380,5                       | 43,2                        | 423,7            | [ Nota 15 ] [ 133 ] |
| 2011 | 388,2                       | 43,1                        | 431,3            | [ Nota 15 ] [ 134 ] |
| 2012 | 372,7                       | 39,0                        | 411,7            | [ Nota 15 ] [ 135 ] |
| 2013 | 369,2                       | 39,4                        | 408,6            |                     |
| 2014 | 375,7                       | 40,5                        | 416,2            | [ Nota 15 ] [ 136 ] |
| 2015 | 385,0                       |                             |                  | [ Nota 15 ] [ 136 ] |

### Datos de la red
| Línea | Trenes en hora punta | Frecuencia en hora punta / Frecuencia en festivos y fines de semana | Velocidad comercial | Alimentación eléctrica | Bloqueo                           | Notas y referencias        |
| ----- | -------------------- | ------------------------------------------------------------------- | ------------------- | ---------------------- | --------------------------------- | -------------------------- |
|       | 26                   | 2 min 50 s 4 min 30 s                                               | 26,8 km/h           | Catenaria rígida       | ATP y ATO                         | [ 82 ] [ 137 ]             |
|       | 22                   | 3 min 5 min 50 s                                                    | 27,6 km/h           | Catenaria rígida       | ATP y ATO                         | [ 82 ] [ 137 ]             |
|       | 27                   | 3 min 4 min 20 s                                                    | 26,6 km/h           | Catenaria rígida       | ATP y ATO                         | [ 82 ] [ 137 ]             |
|       | 19                   | 4 min 20 s 5 min                                                    | 28,4 km/h           | Catenaria rígida       | ATP                               | [ 82 ] [ 137 ]             |
|       | 30                   | 3 min 30 s 5 min 30 s                                               | 26,3 km/h           | Catenaria rígida       | ATP y ATO                         | [ 82 ] [ 137 ]             |
|       | -                    | 6 min 15 min                                                        | -                   | Catenaria              | ATP y BA con CTC                  | [ 82 ] [ 137 ] [ 138 ]     |
|       | 5                    | 6 min 15 min                                                        | -                   | Catenaria              | ATP y BA con CTC                  | [ 82 ] [ 137 ] [ 138 ]     |
|       | -                    |                                                                     | -                   | Catenaria              | ASFA F.A.P.                       | [ 82 ] [ 137 ] [ 138 ]     |
| Norte | 6                    | 6/7 min                                                             | 29,2 km/h           | Catenaria rígida       | ATP y ATO + conducción automática | [ 82 ] [ 137 ] [ Nota 16 ] |
| Sur   | 9                    | 6/7 min                                                             | 37 km/h             | Catenaria rígida       | ATP y ATO + conducción automática | [ 76 ]                     |
|       | 4                    | 6/7 min                                                             | 32,4 km/h           | Catenaria rígida       | ATP y ATO + conducción automática | [ 82 ] [ 137 ] [ Nota 16 ] |
|       | 2                    | 7 min 30 s 14 min 45 s                                              | 24,0 km/h           | Catenaria rígida       | ATP y ATO + conducción automática | [ 82 ] [ 137 ]             |
|       | 1                    | 4 min 10 min                                                        | -                   | Catenaria              | ATP y BA con CTC                  | [ 82 ] [ 137 ] [ 138 ]     |

## Material rodante
Por las líneas del metro circulan las siguientes unidades de tren:
- Línea 1: circulan trenes de las series 6000 y 8000, que son las únicas unidades del suburbano barcelonés adaptadas al ancho de vía de 1674 mm, siendo por ello las unidades con mayor espacio interior de toda la red.

- Línea 2: circulan los trenes de la serie 9000. Con estas unidades la línea se prepara para su automatización, ya que está proyectada su ampliación hasta el aeropuerto de Barcelona-El Prat, donde compartirá un tramo del recorrido con la L9.

- Línea 3: circulan los trenes de las series 5000 y 7000.

- Línea 4: circulan los trenes de las series 2100 y 9000.

- Línea 5: circulan los trenes de las series 5000.

- Línea 6: circulan los trenes de las series 112 y 113. La serie 111 ha dejado de dar servicio en todas las líneas de FGC.

- Línea 7: circulan los trenes de la serie 114. Los de la serie 112 y 113 no pueden acceder al ramal porque los andenes son más pequeños y sólo caben unidades de tres coches. Los trenes de la serie 111 han dejado de dar servicio en la L7.

- Línea 8: circulan trenes de la serie 213.

- Línea 9: circulan los trenes de la serie 9000 sin cabina de conducción.

- Línea 10: circulan los trenes de la serie 9000 sin cabina de conducción.

- Línea 11: circulan los trenes de la serie 500. Su composición es única en el red, ya que están formados únicamente por dos coches motores.

- Línea 12: circulan los trenes de las series 112, 113 y ocasionalmente alguna 114. La serie 111 ha dejado de dar servicio en todas las líneas de FGC.

### Transportes Metropolitanos de Barcelona
| Número de vehículos Operador TMB | S500 | S2000 | S2100 | S3000 | S4000 | S5000 | S6000 | S9000 | Total | Referencias    |
| -------------------------------- | ---- | ----- | ----- | ----- | ----- | ----- | ----- | ----- | ----- | -------------- |
| Coches (2017)                    | 6    | 30    | 75    | 90    | 120   | 190   | 50    | 280   | 846   | [ 82 ] [ 140 ] |
| Trenes (2017)                    | 3    | 6     | 15    | 18    | 24    | 39    | 10    | 56    | 171   | [ 82 ] [ 140 ] |

### Ferrocarriles de la Generalidad de Cataluña
| Número de vehículos Operador FGC | S112 | S113 | S114 | S213 | S331                  | Total |
| -------------------------------- | ---- | ---- | ---- | ---- | --------------------- | ----- |
| Nº de unidades (2021)            | 22   | 19   | 5    | 42   | 2 (1 en construcción) | 88    |

### Unidades retiradas
|                                        |
| Serie 1100 de CAF en las líneas 4 y 5. |

|                                        |
| Serie 1000 de CAF en las líneas 4 y 5. |

|                                  |
| Serie 400 en 1987 en la línea 1. |

## Futuro de la red
Según el Plan Director de Infraestructuras de la región metropolitana de Barcelona (PDI) de 2011-2020 se contemplan las siguientes actuaciones en la red de metro:

### Actuaciones en ejecución
Actualmente se están ejecutando las siguientes actuaciones:
- Línea 9 y Línea 10: Tramo III de las líneas 9 y 10 desde Zona Universitària hasta La Sagrera. Tras años de paralización, el 19 de enero de 2022, se reanudaron las obras de dicho tramo en la zona de Sarriá.[141]

- Línea 8: A finales de 2022 comenzaron las obras de ampliación de la línea desde Plaza España hasta Gràcia,[76] con paradas intermedias en Hospital Clínic y Francesc Macià.[142] Con esta actuación quedarán conectadas las líneas Barcelona-Vallès y Barcelona-Anoia de los Ferrocarriles de la Generalidad de Cataluña.

### Actuaciones en proyecto a ejecutar (2025-2040?)
- Línea 3: ampliación de la línea por los dos extremos. El extremo norte desde Trinitat Nova hasta Trinitat Vella, donde enlazará con la línea 1 y el extremo sur desde Zona Universitària hasta Pont d'Esplugues, con la parada intermedia: Finestrelles | Sant Joan de Déu.[76][143][144]

- Línea 4: ampliación de la línea desde La Pau hasta La Sagrera pasando por la estación de Santander y la futura estación central del ferrocarril de alta velocidad Sagrera-TAV, donde enlazará las líneas 9 y 10.[76][145]

### Actuaciones en estudio a proyectar (2025-2040?)
- Línea 1: ampliación de la línea por los dos extremos. Por el lado de Fondo irá hasta Badalona Pompeu Fabra (donde enlazará con la línea 2) y más tarde llegaría hasta la Estación de Badalona, conectando con la estación de Badalona de la línea R1 de Cercanías; por el otro extremo se ha propuesto ampliarla desde Hospital de Bellvitge hasta El Prat Estació.[76][146]

- Línea 2: ampliación de la línea en 5.2 km y 5 nuevas estaciones: Poble Sec, Fira 1 | MNAC MNAC, INEFC, Foc y Fira 2 | Pedrosa. Con la prolongación hacia Poble Sec el tramo entre Sant Antoni y Paral·lel quedará fuera de servicio y reutilizado como cocheras. Una vez la línea 2 llegue a la estación de Fira 2 | Pedrosa compartirá con la línea 9 el tramo de esta última estación hasta Aeroport-T1. Con esta actuación se podrá acceder desde el aeropuerto de Barcelona-El Prat al centro de Barcelona mediante la línea 2 o a la periferia mediante la línea 9 y viceversa.[76] Por otro lado, también se ha propuesto prolongar la línea 2 desde Badalona Pompeu Fabra hasta el Hospital de Can Ruti.[76]

- Línea 3: segunda fase de ampliación de la línea 3 desde Pont d'Esplugues hasta Sant Feliu Centre, con paradas intermedias en: Sant Just Centre, Hospital Comarcal, La Fontsanta, Sant Joan Despí, Torreblanca, Sant Feliu | Consell Comarcal y Sant Feliu Centre.[76][147]

- Línea 8: Está en estudio la posterior ampliación de la línea 8 desde Gràcia hasta Parc del Besòs, donde enlazaría con el Trambesòs.[76]

- Línea 12: ampliación desde Reina Elisenda hasta enlazar con una futura estación de la línea 3, Finestrelles | Sant Joan de Déu. Habrá dos estaciones intermedias: Pedralbes y Eulàlia d'Anzizu.[76]

### Proyectos descartados
- Línea 12 (L12): pretendía mejorar las conexiones en el Bajo Llobregat y ampliar las existentes hacia Barcelona. El proyecto fue descartado y sustituido por otro que pretende ampliar la línea 6 hasta Esplugas de Llobregat, la línea 3 hasta San Felíu de Llobregat y la R3 hasta Castelldefels Playa, siguiendo el recorrido planeado de la L12.[148] El color de esta línea hubiese sido el beis.[149] El recorrido actual de esta línea es de Sarrià a Reina Elisenda.

- Línea 13 (L13): hubiese sido la ampliación de la línea 2 desde la estación de Badalona-Pompeu Fabra hasta el Hospital de Can Ruti que, por su difícil acceso, solo era posible la construcción de una línea de metro ligero.[148] Estaba proyectada en el Plan Director de Infraestructuras (PDI) 2001-2010, pero el proyecto fue descartado al no incluirse en el PDI 2011-2020. El color de la línea hubiese sido el rosa.[149]

### Red resultante en 2060
Una vez ejecutadas todas las actuaciones recogidas en el PDI, la red del metro resultante será la siguiente:
| Línea | Recorrido                                 | Operador | Longitud   | Estaciones | Apertura |
| ----- | ----------------------------------------- | -------- | ---------- | ---------- | -------- |
|       | El Prat Estació - Estación de Badalona    | TMB      | 29,758 km  | 36         | 1926     |
|       | Aeroport T1 - Badalona Pompeu Fabra       | TMB      | 18,466 km  | 34         | 1995     |
|       | Sant Feliu Centre - Trinitat Vella        | TMB      | 20,024 km  | 36         | 1924     |
|       | Trinitat Nova - La Sagrera                | TMB      | 18,916 km  | 25         | 1926     |
|       | Cornellà Centre - Vall d'Hebron           | TMB      | 19,168 km  | 27         | 1959     |
|       | Plaza Cataluña - Sarrià                   | FGC      | 4,884 km   | 8          | 1929     |
|       | Plaza Cataluña - Avinguda Tibidabo        | FGC      | 4,634 km   | 7          | 1954     |
|       | Gràcia - Molí Nou \| Ciutat Cooperativa   | FGC      | 15,366 km  | 14         | 1912     |
|       | Aeroport T1 - Can Zam                     | TMB      | 42,976 km  | 40         | 2009     |
|       | Pratenc - Gorg                            | TMB      | 38,638 km  | 34         | 2010     |
|       | Trinitat Nova - Can Cuiàs                 | TMB      | 2,109 km   | 5          | 2003     |
|       | Sarrià - Finestrelles \| Sant Joan de Déu | FGC      | 3,200 km   | 5          | 2016     |
| TOTAL | TOTAL                                     | TOTAL    | 218,139 km | 271        | —        |

#### Estaciones con 3 o más enlaces en 2060
| Estación                              | Líneas correspondientes | Municipio               |
| ------------------------------------- | ----------------------- | ----------------------- |
| La Sagrera                            |                         | Barcelona               |
| Plaza Cataluña                        |                         | Barcelona               |
| Diagonal (L3 y L5) Provenza (L6 y L7) |                         | Barcelona               |
| Sarrià                                |                         | Barcelona               |
| El Putxet                             |                         | Barcelona               |
| España                                |                         | Barcelona               |
| Gràcia                                |                         | Barcelona               |
| Guinardó \| Hospital de Sant Pau      |                         | Barcelona               |
| Lesseps                               |                         | Barcelona               |
| Paseo de Gracia                       |                         | Barcelona               |
| Sagrera \| TAV                        |                         | Barcelona               |
| Trinitat Nova                         |                         | Barcelona               |
| Zona Universitària                    |                         | Barcelona               |
| Collblanc                             |                         | Hospitalet de Llobregat |
| Torrassa                              |                         | Hospitalet de Llobregat |
| El Prat Estació                       |                         | El Prat de Llobregat    |

## Estaciones cerradas y no inauguradas
El Metro de Barcelona cuenta con varias estaciones que han dejado de prestar servicio o que nunca han llegado a ser inauguradas:

### Estaciones cerradas
El primer grupo lo forman las estaciones que estuvieron en servicio, pero fueron canceladas o modificadas:
| Estación         | Línea | Apertura   | Cierre     | Detalles | Referencias |
| ---------------- | ----- | ---------- | ---------- | --- | ----------- |
| Bordeta Cocheras |       | 01/07/1932 | 05/07/1980 | Se cerró cuando se construyó la estación de Santa Eulàlia con el objetivo de permitir la prolongación de la línea hacia el sur. | [ 51 ]      |
| Bordeta          |       | 10/06/1926 | 23/12/1983 | Se encontraba entre las estaciones de Mercat Nou y Santa Eulàlia. Apareció en el primer tramo de la línea (10 de junio de 1926), Bordeta-Cataluña, del cual fue cabecera. Permaneció activa hasta el 23 de diciembre de 1983 cuando fue cerrada durante las obras de ampliación, debido a su proximidad a la estación de Santa Eulàlia. En la actualidad en su localización hay tres vías, una lateral que va hacia las cocheras de Bordeta y dos centrales que van de Santa Eulàlia a Mercat Nou, habiendo un andén entre la vía lateral y la vía central. | [ 51 ]      |
| Fernando         |       | 15/04/1946 | 01/03/1968 | Se encontraba entre Liceu y Drassanes, a 200 metros de la primera. El 15 de abril de 1946 se inauguró con la apertura del tramo de Liceu a Fernando del cual fue cabecera, y fue finalmente cerrada el 1 de marzo de 1968 para permitir la apertura del tramo de Fernando a Drassanes. | [ 41 ]      |
| Correos          |       | 20/02/1934 | 20/03/1972 | Se encontraba entre Jaume I y Barceloneta. Fue inaugurada el 20 de febrero de 1934 cuando el Gran Metro de Barcelona prolongó uno de sus ramales de Jaime I a Correos y sirvió de cabecera a dicho ramal. En 1972 el ramal a Correos de la línea III (evolución del Gran Metro) fue integrado en la entonces línea IV y la estación fue cerrada para permitir su prolongación hacia Barceloneta. Era utilizada por los servicios de Correos. | [ 46 ]      |

### Estaciones transformadas
Otras estaciones no fueron cerradas, sino que se transformaron para dar lugar a las actuales:
| Estación    | Línea | Cambios | Detalles | Referencias |
| ----------- | ----- | ------- | --- | ----------- |
| España      |       | 1975    | En 1926 contaba con una tercera vía término lado Plaza Cataluña que fue utilizado durante la Exposición Internacional de 1929. Posteriormente esta vía sirvió para aparcar trenes y, finalmente, en 1975 fue desmantelada y se amplió el andén que por aquel entonces era central, resultando en un acceso y tiendas.                                                               |             |
| Universitat |       | 1972    | La estación original se abrió el 10 de junio de 1926, pero fue cerrada el 27 de julio de 1971 y transformada por etapas para construir el túnel de Renfe entre la Plaza de Cataluña y la estación de Barcelona Sants. Esta nueva estación se construyó en dos niveles, uno por vía, y fue inaugurada el 23 de diciembre de 1972.                                                    |             |
| Cataluña    |       | 1928    | Aunque la estación inicial se abrió al público el 10 de junio de 1926, fue pronto cerrada y transformada para permitir la construcción del túnel de Renfe entre la Plaza de Cataluña y la estación de Arco de Triunfo. En 1928 se reinauguró, aunque después fue de nuevo modificada por la construcción de un vestíbulo superior y la separación de las vías de Renfe y del Metro. | [ 16 ]      |

### Estaciones no inauguradas
El tercer grupo es el de las estaciones que nunca fueron inauguradas:
| Estación               | Línea | Detalles |
| ---------------------- | ----- | --- |
| Gaudí                  |       | Entre Hospital de Sant Pau y Sagrada Família. Fue construida como enlace entre la antigua línea II y la línea V, de manera que la L5 hubiese sido Horta - Paral·lel y la L2 Cornellà - Badalona, pero nunca entró en funcionamiento al integrarse, en 1970, dicho tramo de la línea II en la línea V. |
| Travessera             |       | Entre Diagonal y Fontana. Situada a la altura de la Travessera de Gràcia, se construyó con idea de salvar la enorme distancia entre las estaciones anterior y posterior, pero nunca fue inaugurada. |
| Banco                  |       | Entre Urquinaona y Jaume I. Fue construida por el ayuntamiento en 1911 y añadida a la línea en 1925 para ser utilizada como almacén de materiales de la vía. |
| Camp Nou               |       | Entre Zona Universitaria y Collblanc. Fue construida por la Generalidad de Cataluña en 2011 para dar servicio a la zona de Les Corts cercana al estadio del F. C. Barcelona. La estación está sin finalizar (únicamente se ha construido el pozo y andenes) y sin fecha de reprogramación debido a que entre las estaciones de Zona Universitària y Manuel Girona se encuentra la tuneladora que se encargará de acabar el túnel pendiente entre Zona Universitaria y Lesseps, por lo que de las dos vías (dos pisos) que hay entre Zona Universitària y Collblanc la vía de arriba se utilizará para sacar las tierras que se excaven, provocando que los trenes solo circulen por abajo, imposibilitando su apertura. |
| La Ribera              |       | Entre Estación de El Prat Estació y Les Moreres. Fue construida por la Generalidad de Cataluña en 2011 forzada por el ayuntamiento de El Prat de Llobregat dado que se había de urbanizar la zona. Actualmente la estación está totalmente finalizada a la espera del desarrollo de la zona y los trenes que circulan por la línea no se detienen. |
| Aeroport T. de Càrrega |       | Entre Aeroport T1 y Aeroport T2. Fue construida por la Generalidad de Cataluña en 2011 para dar servicio a la terminal de carga del Aeropuerto de Barcelona-El Prat y los polígonos industriales adyacentes, muchos en desarrollo. Actualmente la estación está totalmente finalizada a la espera del desarrollo de la zona y los trenes que circulan por la línea no se detienen. |
| Sagrera Estació        |       | Entre La Sagrera y Onze de Setembre. Fue construida por la Generalidad de Cataluña en 2011 para dar servicio a la futura estación intermodal de Sagrera, con transbordo a Autobús, Rodalies y Alta Velocidad, estando ubicada entre el barrio de La Sagrera y el barrio de San Martín. Actualmente la estación, formada por dos pisos (un piso por vía) que conectan los tubos de la L9/L10 y de la L4, está prácticamente finalizada a la espera de finalizar la construcción de la estación de ADIF y los trenes que circulan por el tubo de la L4 (que es utilizado por las actuales L9Nord y L10Nord) no se detienen. El tubo de la L9/L10 no tiene circulaciones.                                                  |

## En la cultura popular
El metro de Barcelona aparece en la película española de terror psicológico "Estación Rocafort". En la película, la estación de metro de Rocafort se convierte en uno de los escenarios principales donde se desarrolla parte de la trama. La película está inspirada en la leyenda negra de la  Estación de Rocafort  . Está dirigida por Luis Prieto y protagonizada por Natalia Azahara junto a Javier Gutiérrez, Valèria Sorolla y Albert Baró.